# Noxtepec
Noxtepec är en ort i Mexiko.   Den ligger i kommunen Tetipac och delstaten Guerrero, i den södra delen av landet, 100 km sydväst om huvudstaden Mexico City. Noxtepec ligger 2 085 meter över havet och antalet invånare är 415.
Terrängen runt Noxtepec är bergig. Runt Noxtepec är det ganska tätbefolkat, med 75 invånare per kvadratkilometer. Närmaste större samhälle är Taxco de Alarcón, 15,2 km sydost om Noxtepec. I omgivningarna runt Noxtepec växer huvudsakligen savannskog.